# Браун, Кен
Кеннет Браун (англ. Kenneth Brown; род. 16 февраля 1934, Forest Gate, Большой Лондон) — английский футболист и футбольный тренер, выступавший на позиции защитника.

## Карьера

### Клубная карьера
В футболе дебютировал в 1951 году в молодёжной команде «Вест Хэм Юнайтед», а в 1953 году впервые вышел на поле в основном составе клуба. В 1964 году вместе с командой стал обладателем Кубка Англии, а в следующем году играл в составе команды, завоевавшей Кубок обладателей кубков УЕФА.
В мае 1967 года перешёл в клуб «Торки Юнайтед». В 1969 году перешёл в «Херефорд Юнайтед», которым тогда руководил Джон Чарльз. Завершил карьеру футболиста в 1970 году.

### Карьера в сборной
18 ноября 1959 года Браун сыграл свой единственный матч за сборную Англию, одержав победу над Северной Ирландией.

### Тренерская карьера
В ноябре 1973 года Браун стал помощником главного тренера «Норвич Сити», в 1980 году возглавил тренерский штаб клуба. В следующем же сезоне «Норвич» вновь выбился в первый дивизион с первой попытки, а в 1985 году стал обладателем Кубка футбольной лиги. В 1987 году Браун был уволен с тренерского поста.
В декабре 1987 года Браун начал тренировать «Шрусбери Таун», но решил не браться за работу в клубе и взял перерыв в футболе. В июле 1988 года он был назначен тренером клуба «Плимут Аргайл», который тренировал до 1990 года.

## Достижения
«Вест Хэм Юнайтед»
- Обладатель Кубка Англии: 1963/64[2]
- Обладатель Суперкубка Англии: 1964[3]
- Обладатель Кубка обладателей кубков УЕФА: 1964/65[4]